# 买买提明·卡德
买买提明·卡德（維吾爾語：مەمتىمىن قادىر‎，拉丁维文：Memtimin Qadir，1965年11月—），新疆阿克苏人，维吾尔族，中国共产党党员。中华人民共和国政治人物、第十三届全国人民代表大会新疆地区代表。

## 简历
2018年1月，任吐鲁番市市长；2021年4月，任乌鲁木齐市市长。2023年1月，升任新疆维吾尔自治区人大常委会副主任。
2018年2月24日，当选为第十三届全国人大代表。
2023年3月，辞去乌鲁木齐市长职务。